# الضغط الجنبوي

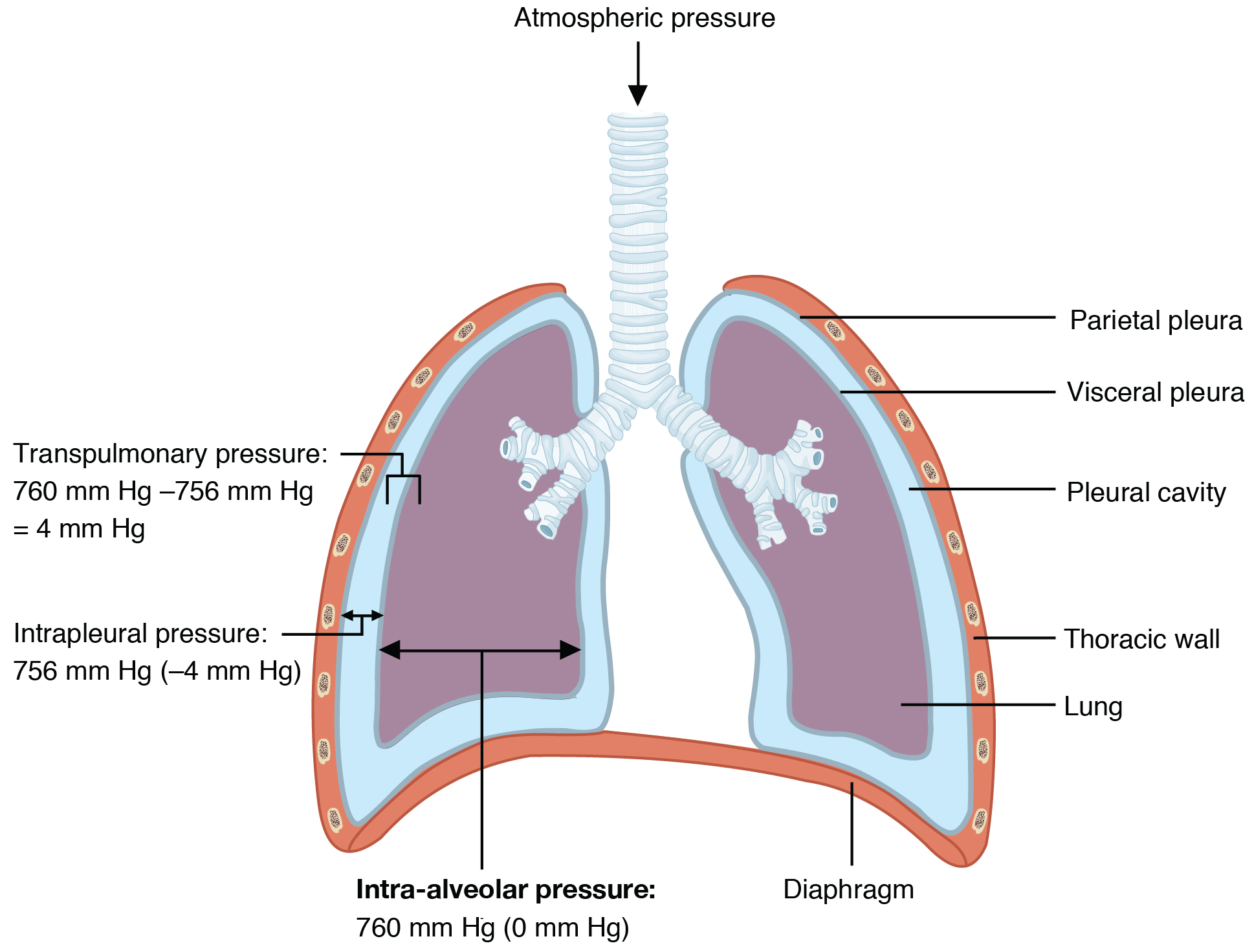
صورة توضح الضغط داخل الجنبي

يُعرف ضغط الجنبة (pPleu، ويُسمى أيضًا الضغط داخل الجنبي أو الضغط داخل الصدر) بأنه الضغط التفاضلي بين الضغط الموجود في الفضاء الجنبي (Pleural Cavity) والضغط الخارجي (الضغط الجوي أو ضغط الهواء). يعتمد هذا الضغط على التوتر المرن للرئة وعلى تمدد تجويف الصدر، ويعادل الضغط عبر الصدر (transthoracic pressure) إذا تم اعتبار الضغط على سطح الجسم صفراً.
أثناء التنفس الطبيعي، يكون ضغط الجنبة دائمًا أقل من الضغط الجوي، حيث تتراوح قيمته بين −0.8 كيلو باسكال في نهاية الشهيق و-0.5 كيلو باسكال في نهاية الزفير. في حالات الزفير القسري، أي "عصر" الهواء بمساعدة العضلات المساعدة للزفير، يمكن أن يصبح ضغط الجنبة موجبًا، على عكس الاعتقاد السائد. السبب في ذلك هو أنه أثناء الزفير القسري بعد الشهيق الأقصى، يطور القفص الصدري لنفسه قوى استعادة، وهذه القوى، عند جمعها مع قوة عضلات الزفير المساعدة، تصبح أكبر من قوة الاستعادة الخاصة بالرئة.
يمكن قياس ضغط الجنبة بشكل مباشر من خلال بزل الصدر (pleural puncture)، لكن هذه الطريقة تنطوي على مخاطر وغالبًا ما تكون غير عملية (انظر أيضًا استرواح الصدر). لذلك، يُفضَّل في الاستخدام الطبي قياس ما يُعرف بـ "ضغط المريء العميق" في نهاية المريء القريبة من المعدة، حيث توجد ظروف ضغط مماثلة. للقيام بذلك، يجب على المريض ابتلاع أنبوب قسطرة رفيع يحتوي في نهايته على مستشعر ضغط، يقوم الطبيب بوضعه بالقرب من مدخل المعدة. وللحصول على نتائج دقيقة قدر الإمكان، يجب إجراء القياس مع صدر في وضع مستقيم.